# Снежана Дакић
Снежана Дакић (Београд, 19. март 1969) српска је радијска и телевизијска уредница, новинарка и водитељка, професор шпанског језика и књижевности, као и асистент на предмету Радио и ТВ новинарство и Агенцијско новинарство на Факултету за културу и медије Универзитета Мегатренд.

## Биографија
Рођена је 19. марта 1969. године у Београду. Живела је у насељу Карабурма и похађала Основну школу „Степан Стево Филиповић”. Након тога уписала је Пету београдску гимназију, новинарски смер, а матурски рад је припремала у часопису „НИН”, где јој је ментор био Александар Тијанић.
Две године се бавила уметничким клизањем, а након тога атлетским дисциплинама скок у вис и скок у даљини које је тренирала пет година. Углавном је освајала бронзане и сребрне медаље, добила је и по неко злато. У једном интервјуу казала је да је редовно тренирала, али да није била „олимпијска нада”.
Још током средње школе почела је да ради на радију, па се због мањка слободног времена одрекла каријере професионалне спортисткиње и започела новинарску каријеру. Након завршене средње школе, уписала је Филолошки факултет у Београду, смер шпански језик и књижевност. Дипломирала је 1998. године. Била је удата за бизнисмена Владимира Микића с којим има ћерку Лауру. Живи и ради у Београду.

### Каријера
Новинарску каријеру започела је још као средњошколка у омладинском радију „Индекс 202”. Након тога је на „Студију Б” водила емисију „Прекобројни час”, а на Радију „Београд” емисију „Нико као ја”. Од 1991. године радила је на Радију „Политика” као новинар, уредник и презентер вести. Њена емисија „У тренду” почела је да се емитује прво на радију, а потом и на Телевизији „Политика”. Проширено издање колажне емисије „У тренду” је од 2001. до 2006. године уређивала и водила на Телевизији „БК”. С новим концептом и у новом формату, те под именом „Живот у тренду” Снежана је 2007. године своју емисију почела да ради на телевизији „Пинк”. Од 2015. до 2017. године била је аутор, уредник и водитељ бројних емисија на „Женској ТВ”, а од краја 2017. године води јутарњи програм викендом на телевизији „Хепи”. Од 2022. године ради у Hype Production као креативни директор и на Hype телевизији има емисију "Мале ствари". Дакићева је током дугогодишње каријере успела да интервјуише многе светске дизајнере, модне креаторе, глумце, моделе и певаче, те да публици на овом простору прикаже ексклузивне извештаје са великих модних догађаја. Њена емисија „У тренду” је недавно прославила 20. годишњицу постојања. Током досадашње каријере, Дакићева и њена емисија освојиле су бројне престижне награде, а 2017. године проглашена је Нај женом 21. века.
Своје знање и искуство већ неколико година преноси студентима на факултету за културу и медије Универзитета Мегатренд у Београду.